# Maltignano
Maltignano è un comune italiano di 2 190 abitanti della provincia di Ascoli Piceno nelle Marche.

## Geografia fisica
Il comune di Maltignano, insieme a quello di Folignano, è l'unico tra le municipalità ascolane a estendersi interamente a sud del fiume Tronto. il paese di Maltignano sorge a est della Rocca di Morro e a sud del corso del Tronto, sul crinale che separa la valle del Tronto da quella del Vibrata. Caselle, la maggiore frazione, è situata alle falde di tale crinale, non lontana dalle zone industriali di Ascoli Piceno e di Ancarano, nella Valle del Tronto. Al confine col comune abruzzese di Sant'Egidio alla Vibrata sono situate le località di Piano Selva e Confini.

## Storia
Maltignano deve la sua denominazione al romano Publio Maltino Basso, che possedeva le terre corrispondenti all'attuale territorio comunale. La prima apparizione del nome del comune nelle carte è dovuta a Carlo Magno, che quando scese in Italia donò al vescovo di Ascoli alcuni castelli a sud del Tronto tra cui Maltignano e i vicini centri di Ancarano e Faraone (antica fortificazione in comune di Sant'Egidio alla Vibrata).

## Società

### Evoluzione demografica
Abitanti censiti

## Infrastrutture

### Strade
Il comune di Maltignano è collegato principalmente dal Raccordo autostradale 11 (collegamento est-ovest, dall'autostrada A14 fino confluire nella Strada statale 4 Via Salaria e proseguire verso Roma) ed ha lo svincolo "Maltignano".

### Ferrovie
A Maltignano è presente l'omonima fermata, posta lungo la ferrovia Ascoli Piceno-San Benedetto del Tronto e servita dalle relazioni regionali Trenitalia, svolte nell'ambito del contratto di servizio stipulato con la Regione Marche.

### Mobilità urbana
Il trasporto pubblico suburbano di Maltignano è gestito con autocorse svolte dalle società START e TUA.

## Amministrazione
| Periodo        | Periodo        | Primo cittadino   | Partito                                   | Carica  | Note  |
| -------------- | -------------- | ----------------- | ----------------------------------------- | ------- | ----- |
| 4 giugno 1985  | 18 maggio 1990 | Sergio Marini     | Partito Comunista Italiano                | Sindaco | [ 5 ] |
| 18 maggio 1990 | 24 aprile 1995 | Sergio Marini     | Indipendente (Partito Comunista Italiano) | Sindaco | [ 5 ] |
| 24 aprile 1995 | 14 giugno 1999 | Sergio Marini     | Lista civica                              | Sindaco | [ 5 ] |
| 14 giugno 1999 | 14 giugno 2004 | Armando Falcioni  | Lista civica                              | Sindaco | [ 5 ] |
| 14 giugno 2004 | 8 giugno 2009  | Armando Falcioni  | Lista civica                              | Sindaco | [ 5 ] |
| 8 giugno 2009  | 26 maggio 2014 | Massimo Di Pietro | Lista civica Democrazia e trasparenza     | Sindaco | [ 5 ] |
| 26 maggio 2014 | 27 maggio 2019 | Armando Falcioni  | Lista civica Democrazia e trasparenza     | Sindaco | [ 5 ] |
| 27 maggio 2019 | 9 giugno 2024  | Armando Falcioni  | Lista civica Democrazia e trasparenza     | Sindaco | [ 5 ] |
| 10 giugno 2024 | in carica      | Claudio Flamini   | Lista civica Visione Comune               | Sindaco | [ 5 ] |

## Sport

### Calcio
La squadra di calcio principale è la Maltignanese che gioca nel campionato di Seconda Categoria girone H Regione Marche.

### Calcio a 5
Nella frazione di Caselle è presente il Futsal Caselle, squadra di calcio a 5 che disputa il campionato di Serie C1. La squadra disputa le partite casalinghe nella palestra del vicino comune di Villa Pigna di Folignano. Nella stagione 2016/2017 la formazione arancione ha disputato i playoff senza riuscire però a centrare la promozione. Mentre nello scorso 2023, la compagine arancionera è risuscita a centrare la promozione dopo aver disputato e vinto i playoff di serie D.